# Gustav III.

Gustav III. von Schweden, 1777

Gustav III. (* 13. Januarjul. / 24. Januar 1746greg. in Stockholm; † 29. März 1792 ebenda), aus dem Herzoghaus Schleswig-Holstein-Gottorf, war von 1771 bis 1792 König von Schweden.

## Jugend, Erziehung und Neigung
Gustav III. wurde am 24. Januar 1746 als ältester Sohn des späteren schwedischen Königs Adolf Friedrich und dessen Gemahlin Luise Ulrike von Preußen, einer Schwester Friedrichs II., geboren. Seine Ausbilder waren der Graf Carl Gustaf Tessin und der General Scheffer. Er soll als Jugendlicher intelligent, beredsam, freundlich, ehrgeizig und voller Tatendrang gewesen sein, aber auch ohne Ernst, Ausdauer und Mäßigung.
Er war sehr den schönen Künsten zugetan. Die bald von ihm betriebene Gründung der Königlichen Oper (Kungliga Operan) bzw. des sogenannten Königlichen Theaters (Kungliga Teatern), d. h. die Gründung einer eigenen – schwedischen – Theatertruppe im Jahre 1773, war und blieb kulturhistorisch für Schweden ein bedeutsamer Schritt.

## Politik

### Putsch gegen den Adel

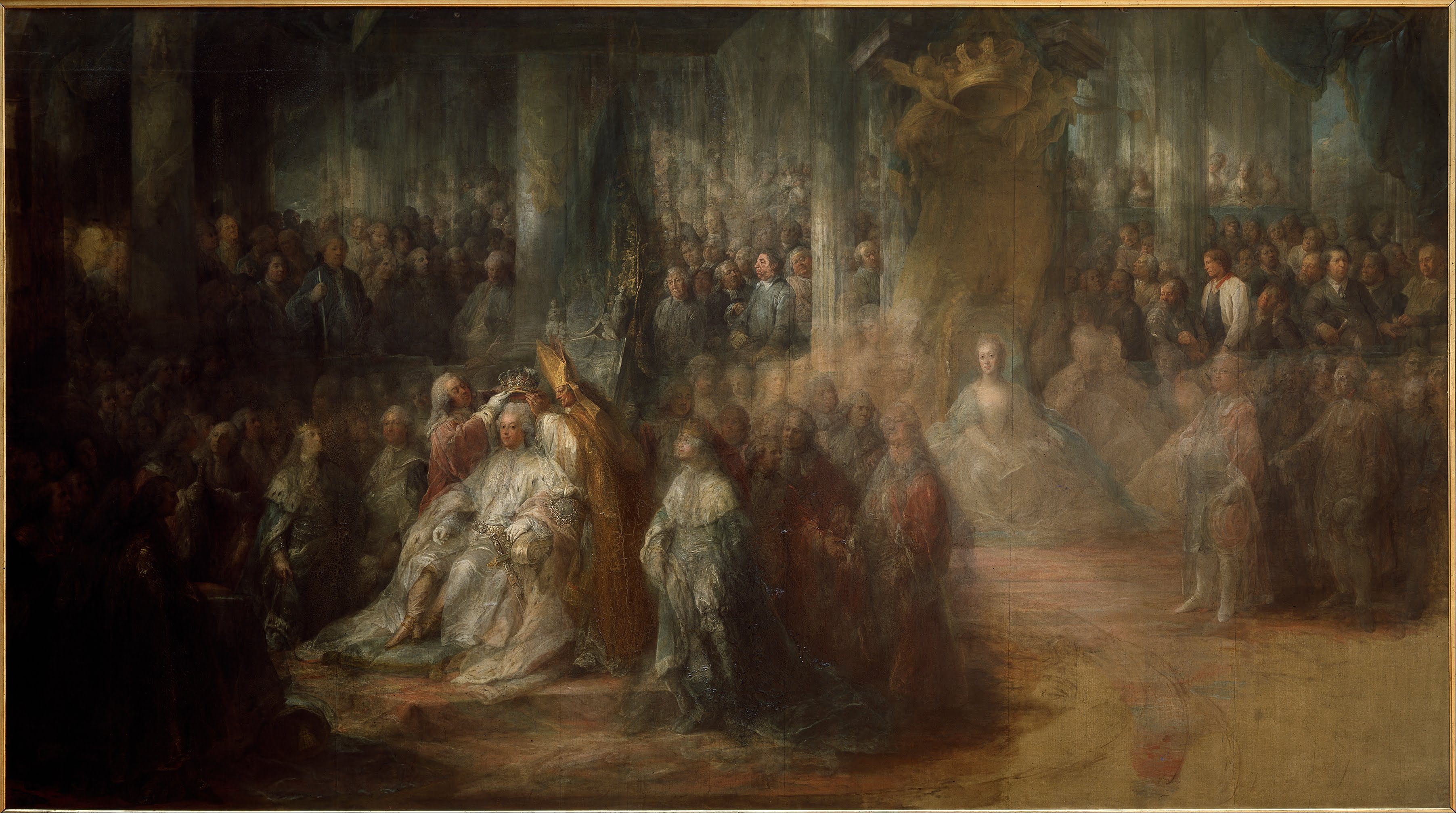
Krönung Gustavs III. von Schweden in der St. Nicolai-Kirche zu Stockholm, gemalt von Carl Gustaf Pilo

Als sein Vater am 12. Februar 1771 starb, befand sich Gustav in Paris. Dort unterschrieb er eine ihm vom Reichsrat vorgelegte Verpflichtung auf die bestehende Verfassung. Zugleich sicherte er sich die Unterstützung des französischen Königs beim bevorstehenden Ständereichstag. Ludwig XV. riet ihm allerdings zu einer Aussöhnung der gegnerischen Parteien und einer kooperativen Regierung des Landes mit ihrer beider Unterstützung. Bereits als Kronprinz hatte Gustav die wachsende Polarisierung zwischen dem Adel und den Nichtadligen im Ständereichstag beobachtet. Zunächst versuchte er – im Sinne des französischen Königs –, die getrennten Parteien zu versöhnen, und unterschrieb deshalb die neue Versicherungsakte vom 5. März 1772, die im Wesentlichen die königliche Gewalt einschränkte. Letztlich entschloss er sich allerdings zum Sturz der Adelsoligarchie, mit dem er sich paradoxerweise gerade die Unterstützung der Adelspartei langfristig sichern wollte.
Grundlegend für diese Entscheidung war die Auffassung, dass die Politik der großen Parteien der „Freiheitszeit“ die Herrschaft des Adels und die Feudalordnung gefährdeten. Gustav betrachtete den Hass der Nichtadligen gegen den Adel letztlich als Gefahr für den Fortbestand der Monarchie. In einem Fragment gebliebenen Manuskript über seinen Entschluss zum Staatsstreich 1772 schrieb der König, die politische Entwicklung sei immer gefährlicher geworden und vom Geist des Hasses der Bürgerlichen gegen den Adel geprägt, der im Grunde auf die völlige Zerstörung der Staatsordnung und die Liquidierung des Adels gerichtet sei. Später schrieb er in einem Brief, sein Staatsstreich von 1772 habe bezweckt, den Adel als tragende Stütze seiner Monarchie zu erhalten. Ebenso wie die Gleichheitsforderungen der nichtadligen Stände bedrohte allerdings das Streben des Adels nach uneingeschränkter Herrschaft die Königsherrschaft. Gustav sah sich folglich in einem entscheidenden Kampf um den Fortbestand der Monarchie, den er sowohl gegen seine aristokratischen Gegner als auch gegen die demokratischen Bestrebungen, die „alles umstürzen wollten“, führen musste. Deren Diskussionen kreisten dabei bereits hauptsächlich um die Einführung der Demokratie.
Am 19. August 1772 setzte Gustav die führenden Mitglieder der Adelspartei fest und ließ sich von den übrigen Mitgliedern des Ständereichstags eine neue Verfassung bestätigen. Darin wurde der Reichsrat als nunmehr lediglich beratendes Organ definiert. Gustav behielt sich selbst das alleinige Recht für Friedensschluss und Begnadigung vor, ebenso die Besetzung der höchsten Staatsämter und die Erhebung in den Adelsstand. Er verpflichtete sich, das Land nach den Gesetzen zu regieren, ordnete an, dass niemand ohne gerichtliches Urteil bestraft werden dürfe, und schaffte Sondergerichte ab. Auch verpflichtete er sich, keinen Angriffskrieg ohne Zustimmung des Reichstags zu beginnen. Das Ziel dieser Verfassung war es, durch Schwächung des Adels die Forderungen der nichtadligen Stände gleichsam ins Leere laufen zu lassen. Als ideale Zielvorstellung des Monarchen erscheint die Einheit eines populären Königtums mit einem königsergebenen Volk.

### Neuer Glanz

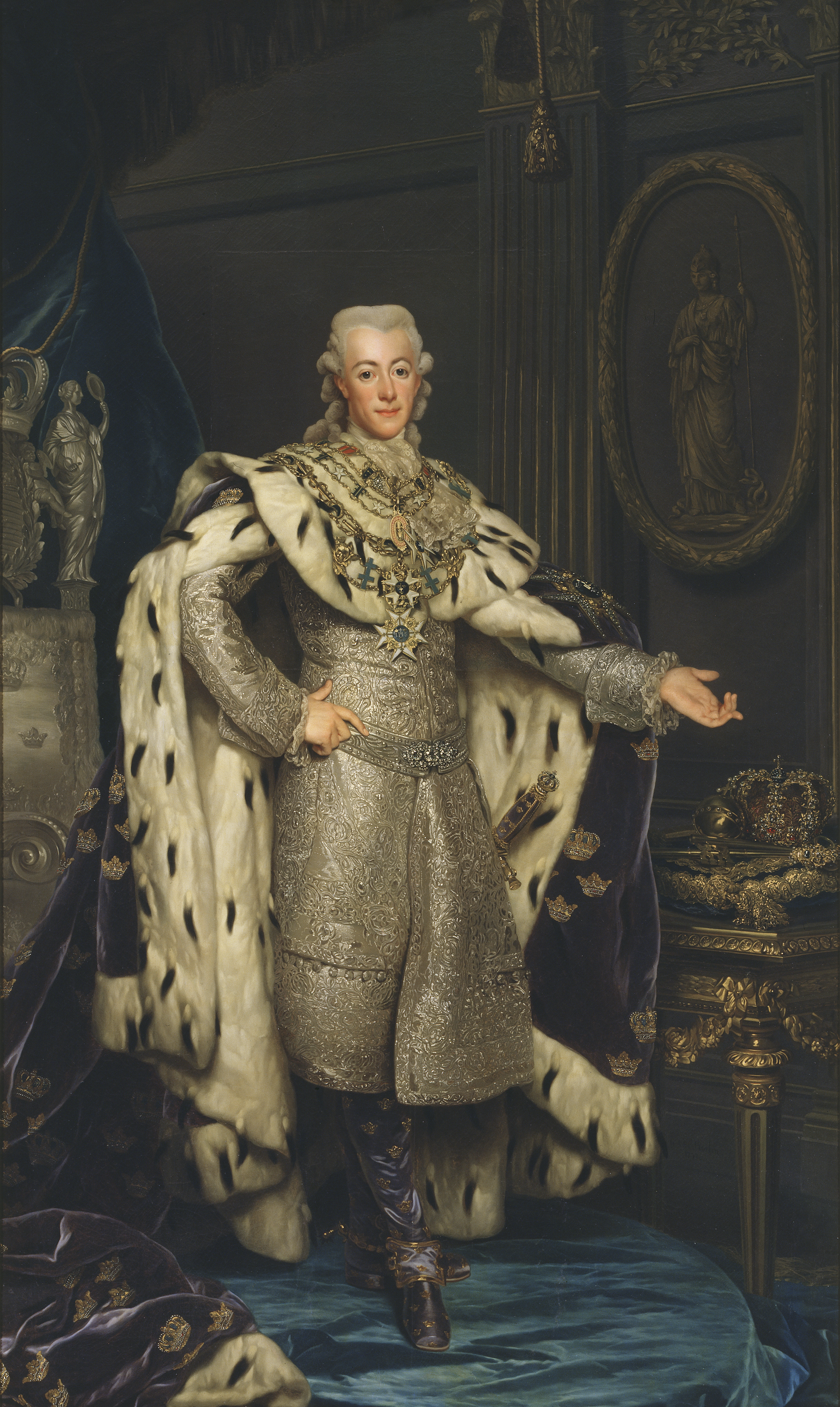
Gustav III. von Schweden, 1777, gemalt von Alexander Roslin

Gustav machte von der großen Gewalt, die ihm nun zu Gebote stand, anfangs einen klugen Gebrauch. Durch seine Bemühungen erhob sich der schwedische Handel zu neuer Blüte, und auch der Gewerbefleiß stieg mit dem hergestellten Umlauf des baren Geldes. Der König richtete sein Augenmerk vornehmlich auf die Verbesserung der äußeren Lage des Bauernstandes, auf das Medizinalwesen, auf die Errichtung von Arbeits-, Waisenhäusern und Spitälern. Er förderte das Bergbauwesen, Kanal- und Schleusenbauten, ordnete das Finanzwesen, errichtete eine Diskontkompanie (Girobank) und gab den Handel in Marstrand frei. Auch der Ackerbau erfreute sich seiner besonderen Fürsorge. Er schaffte die Folter ab und führte die Pressefreiheit ein. Er war gegen die Todesstrafe und führte 1778 ein Gesetz ein, das sie dem König vorbehielt. Er verhängte sie nie, was ihm scharfe Kritik wegen übertriebener Milde bei Sittlichkeitsdelikten einbrachte, da insbesondere die Ausübung der Homosexualität mit der Todesstrafe belegt zu werden pflegte. Er wurde verdächtigt, selbst homosexuell zu sein, was sich allerdings nicht belegen lässt.
Im April 1786 gründete er nach französischem Muster die Schwedische Akademie. Er förderte die Künste und berief viele Künstler an seinen Hof, darunter den Bildhauer Johan Tobias Sergel, den Dichter-Sänger Carl Michael Bellman und den Komponisten Joseph Martin Kraus sowie die Literaten Johan Henrik Kellgren und Carl Gustaf af Leopold. 1788 sorgte er für die Trennung von Oper und Theater in Stockholm, die bis dahin im Königlichen Theater vereint waren, indem er das Königliche Dramatische Theater, seitdem Schwedens Nationalbühne, errichten ließ. Im Norden der Hauptstadt, am See Brunnsviken, ließ er einen Park im englischen Stil anlegen, den Hagapark. Er gründete Tammerfors, das heutige Tampere in Südwestfinnland und Östersund in Jämtland.
Gustav war der erste Herrscher, der die neu errichteten Vereinigten Staaten von Amerika anerkannte. 1784 erwarb er von Ludwig XVI. als Ausgleich für rückständige Hilfsgelder und das Handelsrecht Frankreichs in Göteborg die Insel Barthélemy in den Kleinen Antillen, auf der er einen Freihafen errichten ließ. Schon seit längerem hatte er ein schwedisches Kolonialreich im Sinn. Vor allem aber nutzte er seine karibische Erwerbung für den Sklavenhandel. So erteilte er der Schwedischen Westindien-Kompanie das Privileg für den Handel zwischen Schweden und Saint-Barthélemy und für den Sklavenhandel von Afrika aus. Zusammen mit schwedischen Unternehmern gründete er daneben in der Karibik eine Aktiengesellschaft für den Sklavenhandel. Er organisierte auch Sklavenexpeditionen in Afrika, deren Opfer in den Freihafen auf Saint-Barthélemy transportiert und unter anderem nach Havanna weiterverkauft wurden.
Mehrere Missernten, die 1780 einsetzten, verdüsterten die Stimmung im Lande. Die Fortsetzung seiner Reformen wurde durch den Reichsrat behindert, der in der Annahme, dass der König eine absolute und uneingeschränkte Gewalt anstrebe, die Ausweitung seiner Befugnisse blockierte. Im Reichsrat wurde die Kritik an den Maßnahmen des Königs immer lauter. Nach dem Rückzug seines vorsichtigen Außenministers Ulrik Schäffer 1783 übernahm er dessen Wirkungskreis selbst. Die früheren Berater wurden gegen neue Personen ausgewechselt.

### Der schwedisch-russische Krieg

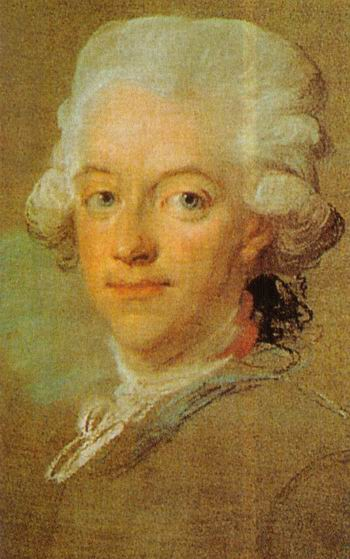
König Gustav III. von Schweden (um 1785)

Gustav plante, Norwegen zu erobern, doch die erbetene Unterstützung Russlands verweigerte ihm seine Cousine Zarin Katharina II., so dass der Plan fallengelassen werden musste. Seitdem sah er in Russland seinen ärgsten Feind und suchte nach einer Gelegenheit, es anzugreifen. Inzwischen wurde die Opposition im Reichsrat auch bei den nichtadligen Ständen aufgrund vieler Fehlentscheidungen, des Ämterkaufs, der Ausweitung der Staatsverschuldung ohne Zustimmung des Reichsrates, der Günstlingswirtschaft und der aggressiven Russlandpolitik immer stärker. An ihrer Spitze stand der Führer der Adelspartei, Axel von Fersen d. Ä. Auf dem Reichstag von 1786 lehnte der Reichstag nahezu alle Vorlagen des Königs zur Behebung der Finanznot ab. Gustav suchte den Ausweg in einem Krieg. Ende Juni 1788 ließ er, ohne ausländische Mächte zu informieren, ohne Unterstützung Dänemarks und ohne Kriegserklärung, seine Truppen unter dem Vorwand eines von ihm selbst inszenierten Grenzkonfliktes in Russland einmarschieren. Sein Plan, St. Petersburg zu überrumpeln, scheiterte, da es seiner Flotte in der Schlacht bei Hogland nicht gelang, die russische Flotte zu vernichten. Die Schlacht ging unentschieden aus, weil der an sich überlegenen schwedischen Flotte die Munition ausging. Sie zog sich danach nach Sveaborg zurück. Die russische Flotte konnte es als Erfolg verbuchen, die Landung schwedischer Truppen vereitelt zu haben.
Auch die Eroberung der Grenzfestung Frederikshamn missglückte. Die Obersten mehrerer schwedischer und finnischer Regimenter weigerten sich zu stürmen; Offiziere und Adel erklärten sich am 12. August gegen den Krieg mit Russland und schlossen eigenmächtig einen Waffenstillstand. Aufgrund eines Beistandspaktes zwischen Dänemark und Russland von 1773 trat Dänemark in den Krieg, den sogenannten „Theaterkrieg“, gegen Schweden ein. Das gab Gustav die Möglichkeit, an den Patriotismus der Bevölkerung zu appellieren. So erhielt er bei den Dalekarliern und in Värmland Hilfe. Die Dänen drangen bis Göteborg vor, wurden aber hier von Gustav zurückgeschlagen, worauf durch die Vermittlung Englands und Preußens ein Friede zustande kam.

### Verfassungsreform und Friedensschluss
Die Rebellion der Offiziere vor Fredrikshamn brach mangels ausreichender Unterstützung durch Russland zusammen. Der König ließ die Offiziere arrestieren und rief im Dezember 1788 den Reichsrat zusammen, der im Februar 1789 zusammentrat. Die Adelsopposition versuchte zu verhindern, dass der Reichsrat dem König finanzielle Unterstützung gewährte. Gustav ließ die Führer der Adelspartei verhaften und setzte mit Hilfe der übrigen Stände eine neue Verfassung, die „Vereinigungs- und Sicherheitsakte“, durch, welche die alte Verfassung von 1772 teilweise änderte. So erhielt er das Recht, auch ohne Einwilligung der Stände einen Krieg zu beginnen, und die unbedingte Verfügung über die Staatseinkünfte, während der Bürgerstand Zugang zu den meisten Ämtern erhielt und den Adligen beim Grunderwerb gleichgestellt wurde. Das Recht des Reichsrates, Gesetze vorzuschlagen, wurde beseitigt.

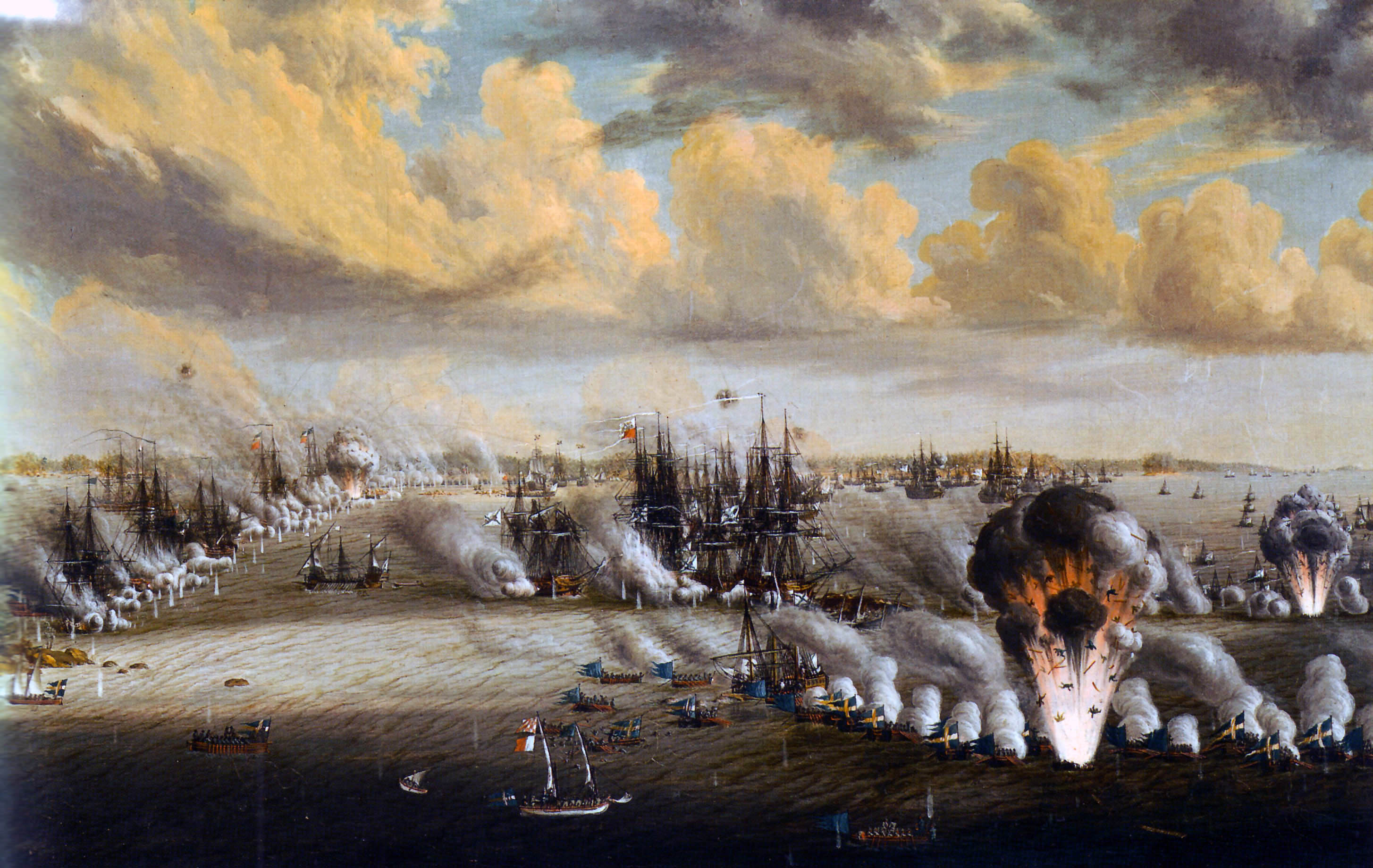
Schlacht bei Svensksund 9. Juli 1790

Gustav setzte hierauf den Krieg mit Russland mit Nachdruck, doch mit wenig Geschick fort. Dieser verlief zuerst trotz einiger Erfolge seiner Küstenwachflotte, die aus Segel- und Ruderschiffen bestand, unglücklich; erst am 3. Juli 1790 gelang es Gustav, mit der in Viborg eingeschlossenen Flotte die feindliche Blockade zu durchbrechen und sechs Tage darauf, als der russische Admiral Karl Heinrich von Nassau-Siegen die Schärenflotte im Svensksund bei Kotka angriff, ihn vollständig zu schlagen. Der hierauf am 14. August 1790 in Värälä am Kymijoki geschlossene Friede stellte den Besitzstand vor dem Krieg wieder her; Gustav schloss sogar 1791 einen Freundschaftsvertrag mit Russland, um zusammen mit ihm sowie mit Preußen und Österreich die französische Revolution niederzuschlagen. In ihr sah er die Keimzelle für die Beseitigung der Monarchien in Europa. Er war über seinen Gesandten in Paris, Hans Axel von Fersen, maßgeblich am Fluchtversuch von König Ludwig XVI. beteiligt. Einen Reichstag zu Gävle im Januar und Februar 1792, der die schon aufgewandten und noch zu bestreitenden immensen Kriegskosten aufbringen sollte, musste Gustav entlassen, ohne seinen Wunsch erfüllt zu sehen. Gleichzeitig studierte er die englische Verfassung und dachte an eine ähnliche Verfassung für Schweden. Er plante für 1793 erneut einen Feldzug gegen Norwegen und wollte danach eine neue Verfassung mit einem Oberhaus einführen: Es sollte aus 40 Adligen und den Bischöfen bestehen, das Unterhaus aber aus frei gewählten Vertretern, gleich welchen Standes.
Der Verfassungskonflikt in Schweden war nicht ein Konflikt zwischen Adel und Bürgertum, sondern ein Konflikt, der dem Widerstand des Adels gegen die Reformen des Königs entsprang, die dieser zur Rettung des Adelsstandes für notwendig hielt.

## Kunst und Kultur
König Gustav III. war dem Theater und der Literatur sehr zugetan. Als die Geburtsstunde des schwedischen Theaters schlechthin wird der Beginn der Aufführungen unter Gustav III. im Bollhuset am 18. Januar 1773 gesehen. Es wurde damals schlicht Königliches Theater (Kungliga Teatern) genannt. Der König bemühte sich, eine schwedische Künstlertruppe zu schaffen, die nötigenfalls von etablierten ausländischen Künstlern ausgebildet werden sollte. Dies bezog sich zum einen auf die Oper, d. h. das Sängerensemble und das Orchester, die Königliche Hofkapelle (Kungliga Hovkapellet), zum anderen auf das Ballettensemble. Neben den Opern- und Ballettaufführungen wurden auch Schauspiele aufgeführt. Die Schaffung eines schwedischen Theaterensembles bedeutete einerseits, dass der König nicht mehr auf reisende Künstlergruppen angewiesen war, zum anderen hatte dies mittel- und langfristig zur Folge, dass in Schweden eine eigene, selbständige Theaterkultur heranreifte, die bis heute in Musiktheater, Schauspiel und Film wirksam ist. Das im Auftrag seiner Mutter errichtete Schlosstheater Drottningholm ließ auch Gustav III. regelmäßig bespielen.

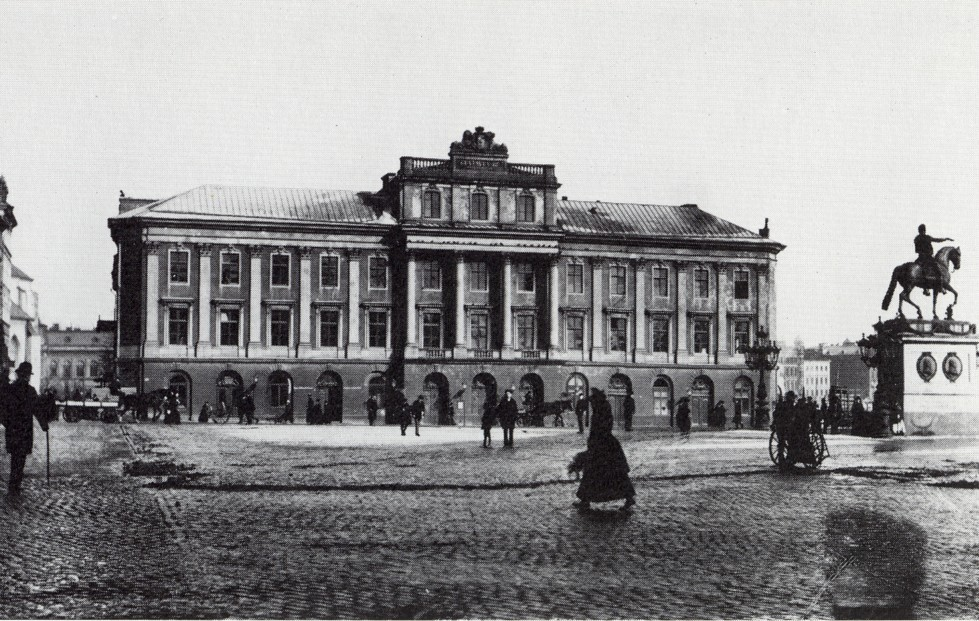
Das erste, von Gustav III. erbaute Königliche Opernhaus (Aufnahme um 1880)

Gustav förderte besonders die Oper und ließ erstmals 1775 ein Opernhaus am Stockholmer Gustav-Adolf-Platz (Gustav Adolfs Torg) nach Plänen des Architekten Carl Fredrik Adelcrantz errichten. Gustavs Opernhaus befand sich bis zum Ende des 19. Jahrhunderts in unmittelbarer Nähe des Königlichen Schlosses Stockholm; die Brücke Norrbro verband sie über den Fluss Norrström miteinander. Bei der Einweihung am 30. September 1782 wurde die schwedische Oper Cora och Alonzo von Johann Gottlieb Naumann aufgeführt. Die Ära unter Gustav III. wird in der Geschichte der schwedischen Oper heute gemeinhin als gustavianische Oper bezeichnet.
Nach 15 Jahren gründete Gustav 1788 zusätzlich das Königliche Dramatische Theater als eine Abspaltung vom bereits bestehenden Königlichen Theater (Kungliga Teatern) an einem hinter dem Opernhaus am Kungsträdgården gelegenen eigenen Spielort, um Musik- und Sprechtheater räumlich zu trennen. Seitdem wurden Schauspiele nur noch im Königlichen Dramatischen Theater aufgeführt, während das Königliche Theater ein reines Ballett- und Opernhaus wurde; es heißt seit 1997 Königliche Oper (Kungliga Operan).
Gustav III. war nicht nur ein Freund der Wissenschaft und des Theaters, sondern auch selbst ein begabter Schriftsteller. Er schrieb in schwedischer Sprache mehrere Elegien und Schauspiele (deutsch von Eichel, Leipzig 1843). Seine Gedächtnisrede auf Lennart Torstensson, die er anonym der schwedischen Akademie überreichte, wurde mit dem ersten Preis gekrönt. Im Jahre 1780 wurde Gustav III. Freimaurer in der Großen Loge von Schweden. Er war als Vicarius Salomonis Oberhaupt dieses Ordens.

## Gewaltsamer Tod

### Der Maskenball

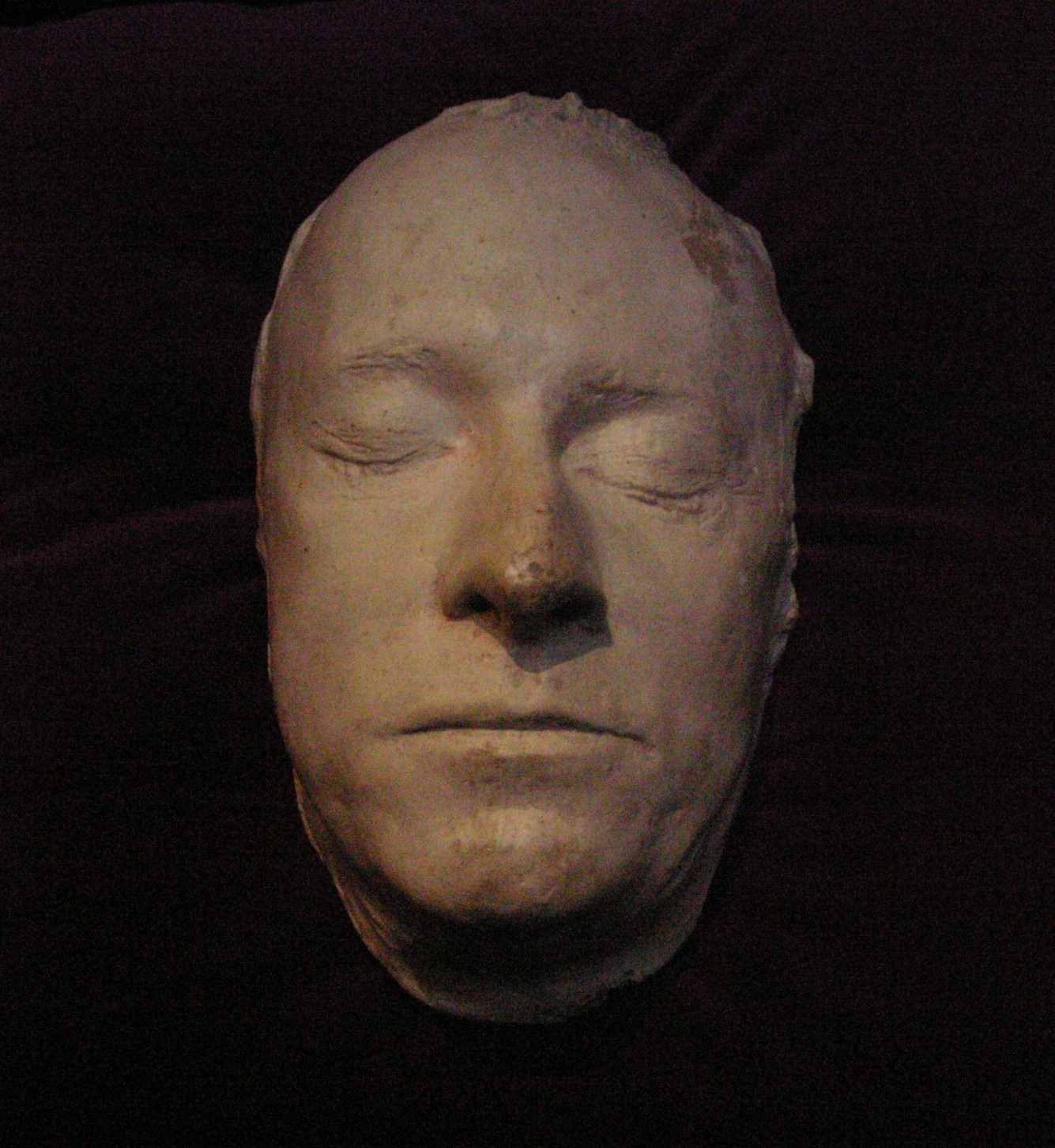
Totenmaske Gustavs III.

Indessen hatte sich unter dem Adel eine Verschwörung gegen das Leben des Königs gebildet, deren Hauptanstifter der General Karl Fredrik Pechlin war. Die Grafen Adolph Ribbing und Clas Fredrik Horn sowie Jacob Johan Anckarström schlossen sich der Verschwörung an, entwickelten den Mordplan und entschieden durch das Los, wer den König ermorden sollte. Außerdem beteiligt waren die Adligen Jacob und Johan von Engeström, Carl Pontus Lillehorn und Ture Johan Bielke.
Das Los fiel auf Anckarström. Ein Maskenball in der Königlichen Oper in der Nacht vom 16. zum 17. März 1792 wurde für den Mord ausersehen. Carl Pontus Lillehorn, der von dem Mordplan erfahren hatte, war ein alter Freund Gustavs III. Er schickte dem König eine Warnung und riet ihm vom Besuch des Maskenballs ab. Gustav III. schlug die Warnung jedoch in den Wind und erschien in Begleitung seines Adjutanten Hans Henrik Graf von Essen. Als er den Saal betrat, wurde er von einer Menge maskierter Personen umringt. Anckarström fand dann die Gelegenheit, auf den König zu schießen. Der Schuss bestand aus Schrot und traf links vom dritten Lendenwirbel. Gustav starb an den Folgen der Schusswunde fast zwei Wochen später am 29. März 1792. Vorher setzte er noch für seinen unmündigen Sohn Gustav IV. Adolf eine Regentschaft ein. König Gustav III. liegt in der Stockholmer Riddarholmskyrkan begraben. Nach dem Anschlag floh Lillehorn nach Bonn, wo er unter dem Namen Berg von Bergheim bis zu seinem Tod lebte und auf dem Alten Friedhof begraben liegt.
Der Hofkomponist Joseph Martin Kraus schrieb auf Gustavs Tod seine Sinfonie c-Moll „Symphonie funèbre“; sie wurde am Tage der Aufbahrung in der Riddarsholmkirche, dem 13. April 1792, aufgeführt.

### Nachleben
Nach König Gustav wurde durch Carl von Linné 1775 die Pflanzengattung Gustavia aus der Familie der Topffruchtbaumgewächse (Lecythidaceae) benannt.
Gustavs sämtliche Papiere wurden auf seinen Befehl hin in Kisten verschlossen, die in der Universitätsbibliothek zu Uppsala aufbewahrt und erst nach 50 Jahren durch einen König seines Geschlechts geöffnet werden sollten. Diese Eröffnung fand am 29. März 1842 statt. Erik Gustaf Geijer veröffentlichte diese Papiere. Eine Sammlung seiner Œuvres politiques, littéraires et dramatiques gab Dechaux heraus.
Das tragische Ende des Königs lieferte Eugène Scribe den Stoff zu einem Opernlibretto, das von Auber im Jahr 1833 in der Oper Gustave III. ou Le bal masqué (dt. Gustav oder der Maskenball) vertont wurde und auch Verdis Un ballo in maschera (1859, dt. Ein Maskenball) zugrunde liegt. Verdis Oper wurde am 17. Februar 1859 am Teatro Apollo in Rom uraufgeführt. Die Namen der Handelnden und der Ort der Handlung mussten aber verfremdet werden, da nach den Forderungen der Zensur in den damaligen italienischen Staaten die im Land vorhandene Freiheitsbewegung nicht mit dem Handlungsstoff der Oper in Verbindung gebracht werden durfte. Daher musste die Handlung nach Boston verlegt werden, und die politischen Hintergründe wurden ebenfalls getilgt.
Das Attentat auf Gustav III. ist auch Gegenstand des 1834 erschienenen Werkes Drottningens juvelsmycke (dt. Das Geschmeide der Königin) des schwedischen Schriftstellers Carl Jonas Love Almqvist.

## Familie
Gustav III. heiratete 1766 Sophie von Dänemark, mit der er zwei Söhne hatte:
- Gustav IV. Adolf (1778–1837), König von Schweden, und
- Karl Gustav (* 25. August 1782; † 23. März 1783), Herzog von Småland.

Gustavs Mutter unterstützte Gerüchte, dass er nicht der Vater seines ersten Sohnes und Erben sei. Es gab damals auch Gerüchte, dass Gustav homosexuell sei, und in diesem Zusammenhang wurde auf die engen persönlichen Beziehungen hingewiesen, die er zu dreien seiner Höflinge, Graf Axel von Fersen, Baron Gustav Armfelt und Johan Fredrik Aminoff hatte. Auch seine Schwägerin Charlotte deutete dies in ihrem berühmten Tagebuch an.

## Vorfahren
|  |                                                               |  |  |  |  |  |  |  |  |  |  |  |  |
|  | Christian Albrecht von Schleswig-Holstein-Gottorf (1641–1695) |  |  |  |  |  |  |  |  |  |  |  |  |
|  |                                                               |  |  |  |  |  |  |  |  |  |  |  |  |
|  |                                                               |  |  |  |  |  |  |  |  |  |  |  |  |
|  | Christian August von Schleswig-Holstein-Gottorf (1673–1726)   |  |  |  |  |  |  |  |  |  |  |  |  |
|  |                                                               |  |  |  |  |  |  |  |  |  |  |  |  |
|  |                                                               |  |  |  |  |  |  |  |  |  |  |  |  |
|  | Friederike Amalie von Dänemark (1649–1704)                    |  |  |  |  |  |  |  |  |  |  |  |  |
|  |                                                               |  |  |  |  |  |  |  |  |  |  |  |  |
|  |                                                               |  |  |  |  |  |  |  |  |  |  |  |  |
|  | Adolf Friedrich König von Schweden (1710–1771)                |  |  |  |  |  |  |  |  |  |  |  |  |
|  |                                                               |  |  |  |  |  |  |  |  |  |  |  |  |
|  |                                                               |  |  |  |  |  |  |  |  |  |  |  |  |
|  | Friedrich VII. Magnus von Baden-Durlach (1647–1709)           |  |  |  |  |  |  |  |  |  |  |  |  |
|  |                                                               |  |  |  |  |  |  |  |  |  |  |  |  |
|  |                                                               |  |  |  |  |  |  |  |  |  |  |  |  |
|  | Albertina Friederike von Baden-Durlach (1682–1755)            |  |  |  |  |  |  |  |  |  |  |  |  |
|  |                                                               |  |  |  |  |  |  |  |  |  |  |  |  |
|  |                                                               |  |  |  |  |  |  |  |  |  |  |  |  |
|  | Augusta Marie von Schleswig-Holstein-Gottorf (1649–1728)      |  |  |  |  |  |  |  |  |  |  |  |  |
|  |                                                               |  |  |  |  |  |  |  |  |  |  |  |  |
|  |                                                               |  |  |  |  |  |  |  |  |  |  |  |  |
|  | Gustav III. König von Schweden                                |  |  |  |  |  |  |  |  |  |  |  |  |
|  |                                                               |  |  |  |  |  |  |  |  |  |  |  |  |
|  |                                                               |  |  |  |  |  |  |  |  |  |  |  |  |
|  | Friedrich I. König in Preußen, (1657–1713)                    |  |  |  |  |  |  |  |  |  |  |  |  |
|  |                                                               |  |  |  |  |  |  |  |  |  |  |  |  |
|  |                                                               |  |  |  |  |  |  |  |  |  |  |  |  |
|  | Friedrich Wilhelm I. König in Preußen (1688–1740)             |  |  |  |  |  |  |  |  |  |  |  |  |
|  |                                                               |  |  |  |  |  |  |  |  |  |  |  |  |
|  |                                                               |  |  |  |  |  |  |  |  |  |  |  |  |
|  | Sophie Charlotte von Hannover (1668–1705)                     |  |  |  |  |  |  |  |  |  |  |  |  |
|  |                                                               |  |  |  |  |  |  |  |  |  |  |  |  |
|  |                                                               |  |  |  |  |  |  |  |  |  |  |  |  |
|  | Luise Ulrike von Preußen (1720–1782)                          |  |  |  |  |  |  |  |  |  |  |  |  |
|  |                                                               |  |  |  |  |  |  |  |  |  |  |  |  |
|  |                                                               |  |  |  |  |  |  |  |  |  |  |  |  |
|  | Georg I. König von Großbritannien (1660–1727)                 |  |  |  |  |  |  |  |  |  |  |  |  |
|  |                                                               |  |  |  |  |  |  |  |  |  |  |  |  |
|  |                                                               |  |  |  |  |  |  |  |  |  |  |  |  |
|  | Sophie Dorothea von Hannover (1687–1757)                      |  |  |  |  |  |  |  |  |  |  |  |  |
|  |                                                               |  |  |  |  |  |  |  |  |  |  |  |  |
|  |                                                               |  |  |  |  |  |  |  |  |  |  |  |  |
|  | Sophie Dorothea von Braunschweig-Lüneburg (1666–1726)         |  |  |  |  |  |  |  |  |  |  |  |  |
|  |                                                               |  |  |  |  |  |  |  |  |  |  |  |  |
|  |                                                               |  |  |  |  |  |  |  |  |  |  |  |  |

## Trivia
Gustav III. verurteilte einen Mörder dazu, täglich eine Tasse Kaffee zu trinken. Man war damals der Ansicht, dass Kaffee giftig sei. 